# Corto circuito (album)
Corto circuito è il terzo album dei 99 Posse, pubblicato nel 1998.
Le tracce sono state tutte prodotte dai 99 Posse al 99 StudioMobile presso Coriolano 3D di Napoli e a Le Pianore di Monticello. 
La produzione esecutiva è stata affidata a Claudio Ongaro per Novenove.

## Il disco
Il disco è stato registrato al Transeuropa Recording Studio di Torino da Carlo Ubaldo Rossi, e mixato al Matrix Studio di Londra da Steve Lyon e i 99 Posse assieme ad Andy Nicholls in veste di assistente; infine masterizzato all'Exchange Studio di Londra da Nilesh Patel.
Nella traccia Me siente collaborano i Subsonica.
Le fotografie sono di Ian Robertson, mentre la grafica è a cura del Klf Studio.

## Tracce
1. Buongiorno – 5:02
2. Corto circuito – 5:10
3. Me siente? (feat. Subsonica) – 4:14
4. Lettera al presidente – 4:29
5. Quello che – 4:12
6. Era na vota – 4:59
7. Vulesse – 5:13
8. Focolaio – 3:48
9. Bon voyage – 5:10
10. Nell'era della confusione semiotica – 4:42
11. Siente 'o fank – 3:26
12. Pagherete caro – 11:59

Durata totale: 62:24

## Formazione
- Luca "'O Zulù" Persico - voce
- Maria "Meg" Di Donna - voce, cori
- Marco "Kaya Pezz8" Messina - campionatore e dub master
- Massimo "JRM" Jovine - basso e cori
- Sasha Ricci - tastiere, campionamenti

### Altri musicisti
- Max Casacci - chitarra in Me siente?[3]
- Samuel Romano - seconda voce in Me siente
- Davide "Boosta" Dileo - breakbeat in Me siente
- Carlo Rossi - chitarra in Lettera al presidente
- Giovanni Imparato - percussioni in Lettera al presidente
- Daniele Sepe - flauto, sassofono, fischio in Era na vota
- Mazourk Mejri - percussioni e cori in Focolaio
- Speaker Cenzou, Papa J - voce in Sient 'o fank
- Dj 2Phast - scratch in Pagherete caro

## Samples
- Focolaio tratta da Deathwish dei "Christian Death" e "ZNS" degli Einstürzende Neubauten.